# Fokker 100
De Fokker 100 is het grootste verkeersvliegtuig dat Fokker heeft gebouwd. Het vliegtuig is bedoeld voor korte afstanden en biedt plaats aan ongeveer honderd passagiers.
De Fokker 100 is in wezen een verlengde en ingrijpend gemoderniseerde variant van de oudere F28 Fellowship. Fokker heeft bij de '100' onder meer de vleugel aangepast en de spanwijdte vergroot, een glazen cockpit geïnstalleerd en gekozen voor nieuwe motoren. De motoren zijn van het type Rolls-Royce Tay, die is ontwikkeld uit de Spey, waarmee de F28 is uitgerust.
Van de Fokker 100 zijn er tot de ondergang van de fabriek in 1996 in totaal 283 geleverd. In augustus 2009 waren nog 229 Fokker 100's in bedrijf bij 47 verschillende luchtvaartmaatschappijen. De Fokker 100 fungeerde als uitgangspunt voor de kortere Fokker 70. Fokker heeft overwogen een langere versie te ontwikkelen voor 120 tot 130 passagiers, maar daar is het door het faillissement van de fabriek niet meer van gekomen.

## Geschiedenis
Fokker begon in november 1983 tegelijkertijd met de ontwikkeling van de F28-0100 (dit is de interne type-aanduiding) het type kreeg als roepnaam “Fokker 100” terwijl de doorontwikkelde Fokker F27 officieel: “F27-050” Fokker 50 genoemd werd. De Nederlandse vliegtuigfabriek nam veel hooi op de vork, wat leidde tot vertragingen in het ontwikkelings- en testprogramma en ook in de productie.

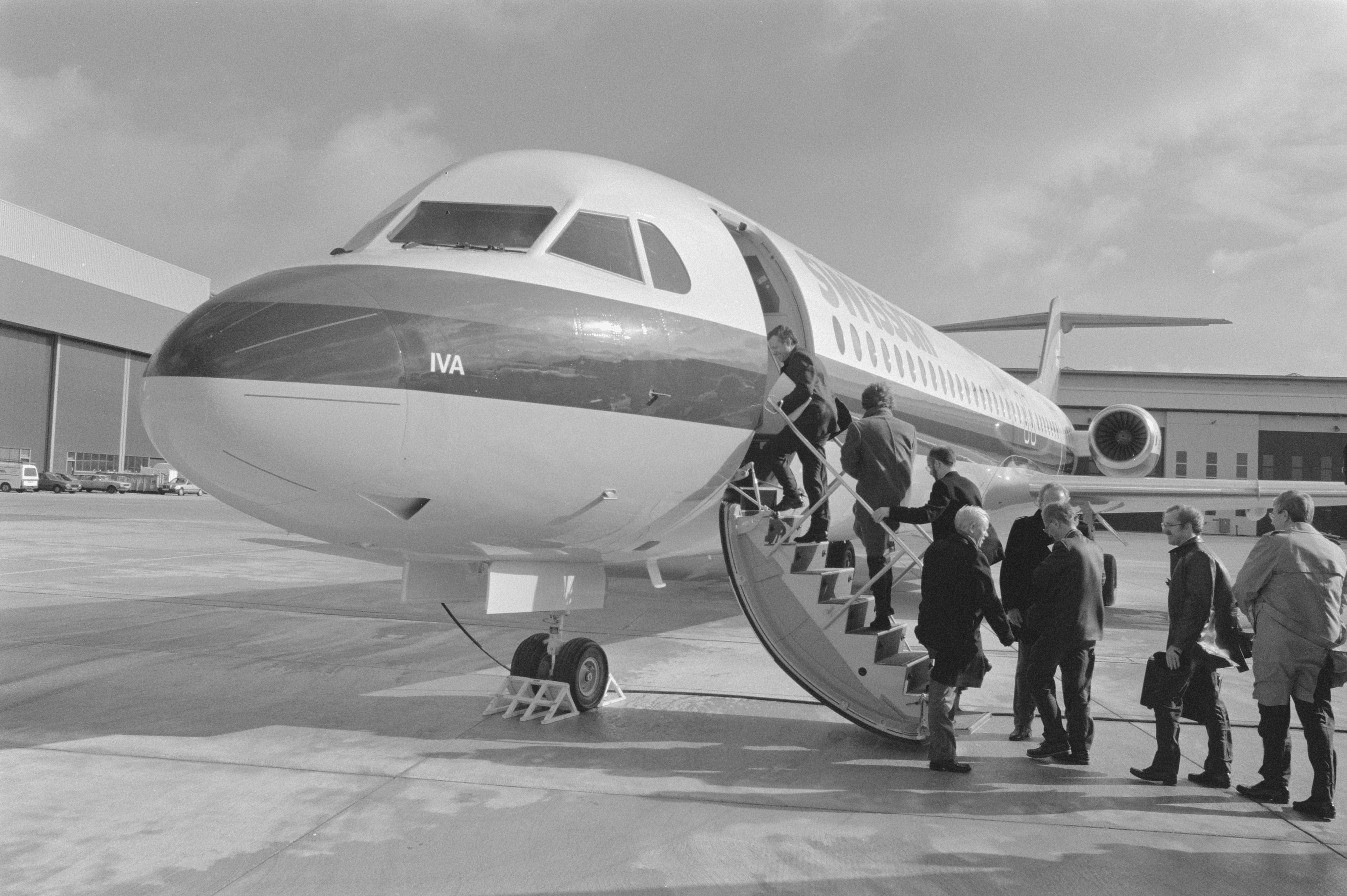
29 februari 1988, overdracht van de eerste Fokker F100 aan Swissair voor vertrek op Schiphol

De Fokker 100 maakte de eerste vlucht op 30 november 1986 vanaf Schiphol. De eerste maatschappij die de Fokker 100 in gebruik nam, was Swissair, in februari 1988. Fokker sleepte voor het vliegtuig enkele grote en prestigieuze bestellingen in de wacht van American Airlines (75 toestellen) en US Airways (40). Een andere grote gebruiker werd het Braziliaanse TAM Linhas Aéreas met 50 exemplaren.

## Eenentwintigste eeuw
Na de aanslagen van 11 september 2001 stelden enkele grote gebruikers van de Fokker 100 hun vliegtuigen buiten gebruik. Fokker Services, een van de levensvatbare onderdelen van de vliegtuigbouwer die werd overgenomen door Stork, lanceerde een programma om de afgedankte toestellen te moderniseren en onder te brengen bij andere maatschappijen. Deze 'tweedehands' vliegtuigen zijn tamelijk goedkoop en blijken aantrekkelijk voor lage-kostenmaatschappijen.
Er zijn diverse initiatieven geweest om de productie van de Fokker 100 en Fokker 70 onder de vlag van Rekkof te herstarten, maar tot dusver zijn die niet van de grond gekomen. Op 6 maart 2010 werd bekend dat Rekkof onder de naam Fokker Next Generation (Fokker NG) een oude Fokker 100 zou gaan ombouwen op Vliegbasis Woensdrecht voor een prototype. Hiervoor verleende het Ministerie van Economische Zaken een ontwikkelingskrediet ter waarde van € 20 miljoen.

## Gebruikers
Per augustus 2020 zijn er 109 Fokker 100’s bij luchtvaartmaatschappijen in gebruik, het merendeel (59) in Australië en Iran (19).
Mede als gevolg van de wereldwijde reisbeperkingen in het kader van de bestrijding van de coronapandemie staan daarvan 29 exemplaren al dan niet tijdelijk in opslag.

### Huidige gebruikers
| Maatschappij                       | Actief    | In opslag | Totaal    |
| Australië                          | Australië | Australië | Australië |
| ---------------------------------- | --------- | --------- | --------- |
| Alliance Airlines                  | 24        | 3         | 27        |
| Network Aviation                   | 17        |           | 17        |
| Skippers Aviation                  | 2         |           | 2         |
| Virgin Australia Regional Airlines | 11        | 2         | 13        |
| Cyprus                             |           |           |           |
| Tus Airways                        |           | 2         | 2         |
| Duitsland                          |           |           |           |
| Avanti Air                         | 2         |           | 2         |
| Iran                               |           |           |           |
| Iran Air                           | 1         | 1         | 2         |
| Iran Aseman Airlines               | 6         | 1         | 7         |
| Karun Airlines                     | 3         | 1         | 4         |
| Kish Air                           | 1         | 1         | 2         |
| Qeshm Airlines                     | 2         | 2         | 4         |
| Kenia                              |           |           |           |
| Skyward International Aviation     |           | 1         | 1         |
| Kroatië                            |           |           |           |
| Trade Air                          | 1         |           | 1         |
| Montenegro                         |           |           |           |
| Montenegro Airlines                | 1         | 1         | 2         |
| Panama                             |           |           |           |
| Air Panama                         |           | 4         | 4         |
| Papoea-Nieuw-Guinea                |           |           |           |
| Air Niugini                        | 6         | 1         | 7         |
| Roemenië                           |           |           |           |
| Carpatair                          | 3         |           | 3         |
| Totaal                             | 80        | 29        | 109       |

### Voormalige gebruikers
- Aero Mongolia
- Air Affaires Gabon
- Air Bagan
- Alpi Eagles
- American Airlines
- Avianca
- Bek Air
- Blue Line
- Brit Air
- Canadian North
- Click Mexicana
- Cosmic Air
- Denim Air
- Dutch Antilles Express
- GAE Aviation
- Girjet
- Helvetic Airways
- Inter Airlines
- IRS Airlines
- KLM
- KLM Cityhopper
- Mandarin Airlines
- Moldavian Airlines
- OLT Express
- Pelita Air Service
- Portugália Airlines
- Régional
- TAM Linhas Aéreas
- Trade Air
- Wayra Peru

## Incidenten en ongelukken
- Op 31 oktober 1996 stortte TAM Transportes Aéreos Regionais-vlucht 402, een Fokker 100 met registratie PT-MRK, van TAM Airlines direct na de start neer in São Paulo tijdens een vlucht naar Rio de Janeiro. De oorzaak was een defect aan de stuwkrachtomkeerder van de rechter motor. Bij de crash kwamen alle 95 inzittenden en 4 mensen op de grond om het leven.[3]

- Op 16 september 2009 maakte een Fokker 100 van Contact Air een noodlanding op Luchthaven Stuttgart nadat het hoofdlandingsgestel weigerde uit te klappen. Niemand is gewond geraakt. Een steward werd naar het ziekenhuis gebracht voor controle.[4]

- Op 7 april 2013 maakte een Fokker 100 van de Curaçaose luchtvaartmaatschappij Dutch Antilles Express een voorzorgslanding op Luchthaven Zanderij te Suriname. Het vliegtuig had kort voor vertrek vanuit Suriname naar Curaçao een storing in de motor. Nadat de storing was verholpen en het vliegtuig net was opgestegen deed het probleem zich in de lucht weer voor en keerde het vliegtuig terug naar Suriname. Gedurende de vlucht zou de druk in de cabine zijn weggevallen en de kleppen van het vliegtuig niet meer functioneren. Aan boord zaten 89 passagiers van wie er een onbekend aantal ademhalingsproblemen hadden.

- Op 19 maart 2019 maakte een Fokker 100 van Iran Air een noodlanding op de Internationale luchthaven Mehrabad van Teheran. Het landingsgestel van het vliegtuig weigerde uit te klappen, waardoor het een buiklanding moest maken. Niemand raakte bij dit incident gewond.

- Op 27 december 2019 verongelukte een Fokker 100 van Bek Air, die Bek Air-vlucht 2100 uitvoerde, direct na het opstijgen van de luchthaven van Almaty.[5] De toestellen van Bek Air werden na het ongeluk op gezag van de Aviation Administration of Kazakhstan (AAK). Uit het onderzoek naar de oorzaken van het ongeluk bleek dat de luchtvaartmaatschappij zich niet hield aan de eigen veiligheidsinstructies en die van de fabrikant. Na een hersteltermijn - waarin de luchtvaartmaatschappij er niet in slaagde om de gesignaleerde tekortkomingen te niet te doen - werden op 17 april 2020 zowel de Air operator's certificate van Bek Air als het Bewijs van Luchtwaardigheid van haar Fokker 100’s definitief ingetrokken.[6]